# Rikard Nordstrøm
Rikard Hannibal Wilhelm Nordstrøm (Copenhaguen, 23 d'abril de 1893 – Copenhaguen, 7 de febrer de 1955) va ser un gimnasta artístic danès que va competir a començaments del segle xx.
El 1912 va prendre part en els Jocs Olímpics d'Estocolm, on va guanyar la medalla de bronze en el Concurs per equips, sistema lliure del programa de gimnàstica.